# 自相关函数

卷积、互相关和自相关的图示比较。运算涉及函数，并假定的高度是1.0，在5个不同点上的值，用在每个点下面的阴影面积来指示。

上面：100个随机数序列的图，其中隐含了一个正弦函数。下面：自相关函数产生的相关图显示出的正弦函数。

自相关（英語：Autocorrelation），也叫序列相关，是一个信号于其自身在不同时间点的互相关。非正式地来说，它就是两次观察之间的相似度对它们之间的时间差的函数。它是找出重复模式（如被噪声掩盖的周期信号），或识别隐含在信号谐波频率中消失的基頻的数学工具。它常用于信号处理中，用来分析函数或一系列值，如時域信号。

## 定义
自相关函数在不同的领域的定义不完全等价。在某些领域，自相关函数等同于自协方差。

### 统计学
将一个有序的随机变量序列与其自身相比较，这就是自相关函数在统计学中的定义。每个不存在相位差的序列，都与其自身相似，即在此情况下，自相关函数值最大。如果序列中的组成部分相互之间存在相关性（不再是随机的），则由以下相关值方程所计算的值不再为零，这样的组成部分为自相关。
{\displaystyle R(k)={\frac {E[(X_{i}-\mu _{i})(X_{i+k}-\mu _{i+k})]}{\sigma ^{2}}}}
{\displaystyle E} ......... 期望值。
{\displaystyle X_{i}} ........ 在t(i)时的随机变量值。
{\displaystyle \mu _{i}} ........ 在t(i)时的预期值。
{\displaystyle X_{i+k}} .... 在t(i+k)时的随机变量值。
{\displaystyle \mu _{i+k}} .... 在t(i+k)时的预期值。
{\displaystyle \sigma ^{2}} ......... 为方差。
所得的自相关值R的取值范围为[-1,1],1为最大正相关值，-1则为最大負相关值，0為不相關。

### 信号处理
在信号处理中，上面的定义通常不进行归一化，即不减去均值并除以方差。当自相关函数由均值和方差归一化时，有时会被称作自相关系数。
给定一个信号 {\displaystyle f(t)}，连续自相关函数 {\displaystyle R_{ff}(\tau )} 通常定义为 {\displaystyle f(t)} 与其自身延迟 {\displaystyle \tau } 的连续互相关。
{\displaystyle R_{ff}(\tau )=(f*g_{-1}({\overline {f}}))(\tau )=\int _{-\infty }^{\infty }f(u+\tau ){\overline {f}}(u)\,{\rm {d}}u=\int _{-\infty }^{\infty }f(u){\overline {f}}(u-\tau )\,{\rm {d}}u}
其中 {\displaystyle {\overline {f}}} 表示共轭复数，{\displaystyle g_{-1}} 是对函数 {\displaystyle f} 操作的一个函数，定义为 {\displaystyle g_{-1}(f)(u)=f(-u)} 而 {\displaystyle *} 表示卷积。
对于实值函数，{\displaystyle {\overline {f}}=f}。
注意积分中的参数 {\displaystyle u} 是一个虚变量，并且只对计算积分有用。没有具体含义。
离散信号 {\displaystyle y(n)} 的延迟为 {\displaystyle l} 的离散自相关 {\displaystyle R} 是
{\displaystyle R_{yy}(l)=\sum _{n\in Z}y(n)\,{\overline {y}}(n-l).}
上述定义在信号平方可积或平方可和（即有限能量）的前提下才成立。但“永远持续”的信号被处理成随机过程，就需要使用基于期望值的与之不同的定义。对于宽平稳随机过程，自相关函数定义为
{\displaystyle R_{ff}(\tau )=\operatorname {E} \left[f(t){\overline {f}}(t-\tau )\right]}
{\displaystyle R_{yy}(l)=\operatorname {E} \left[y(n)\,{\overline {y}}(n-l)\right].}
对于非平稳过程，这些也会是 {\displaystyle t} 或者 {\displaystyle n} 的函数。
对于还是可遍历的过程, 期望会被换成时间平均的极限。各态历经过程的自相关函数有时定义为或等于
{\displaystyle R_{ff}(\tau )=\lim _{T\rightarrow \infty }{\frac {1}{T}}\int _{0}^{T}f(t+\tau ){\overline {f}}(t)\,{\rm {d}}t}
{\displaystyle R_{yy}(l)=\lim _{N\rightarrow \infty }{\frac {1}{N}}\sum _{n=0}^{N-1}y(n)\,{\overline {y}}(n-l).}
这些定义的优点是，它们合理定义了周期函数的单变量结果，甚至当那些函数不是平稳各态历经过程时。
此外，「永远持续」的信号可以通过短时距自相关函数使用有限时间积分来处理（相关过程参见短時距傅立葉變換。）
多维自相关定义类似。例如，在三维中， 平方可和的离散信号的自相关就会是
{\displaystyle R(j,k,\ell )=\sum _{n,q,r}x_{n,q,r}\,x_{n-j,q-k,r-\ell }.}
若在求自相关函数之前从信号中减去均值，得出的函数通常称为自协方差函数。

## 自相关函数的性质
以下以一维自相关函数为例说明其性质，多维的情况可方便地从一维情况推广得到。
- 对称性：从定义显然可以看出R(i) = R(−i)。连续型自相关函数为偶函数

当f为实函数时，有：
{\displaystyle R_{f}(-\tau )=R_{f}(\tau )\,}
当f是复函数时，该自相关函数是厄米函数，满足：
{\displaystyle R_{f}(-\tau )=R_{f}^{*}(\tau )\,}
其中星号表示共轭。
- 连续型实自相关函数的峰值在原点取得，即对于任何延时 τ，均有 {\displaystyle |R_{f}(\tau )|\leq R_{f}(0)}。该结论可直接有柯西-施瓦茨不等式得到。离散型自相关函数亦有此结论。
- 周期函数的自相关函数是具有与原函数相同周期的函数。
- 两个相互无关的函数（即对于所有 τ，两函数的互相关均为0）之和的自相关函数等于各自自相关函数之和。
- 由于自相关函数是一种特殊的互相关函数，所以它具有后者的所有性质。
- 连续时间白噪声信号的自相关函数是一个δ函数，在除 τ = 0 之外的所有点均为0。
- 维纳-辛钦定理表明，自相关函数和功率谱密度函数是一对傅里叶变换对：

{\displaystyle R(\tau )=\int _{-\infty }^{\infty }S(f)e^{j2\pi f\tau }\,df}
{\displaystyle S(f)=\int _{-\infty }^{\infty }R(\tau )e^{-j2\pi f\tau }\,d\tau .}
- 实值、对称的自相关函数具有实对称的变换函数，因此此时维纳-辛钦定理中的复指数项可以写成如下的余弦形式：

{\displaystyle R(\tau )=\int _{-\infty }^{\infty }S(f)\cos(2\pi f\tau )\,df}
{\displaystyle S(f)=\int _{-\infty }^{\infty }R(\tau )\cos(2\pi f\tau )\,d\tau .}

## 自相关函数举例
白噪声的自相关函数为δ函数：
{\displaystyle r_{nn}=\mathbb {E} \{n(t)n(t-\tau )\}=\delta (\tau )}

## 应用
- 信号处理中，自相关可以提供关于重复事件的信息，例如音乐节拍（例如，确定节奏）或脉冲星的频率（虽然它不能告诉我们节拍的位置）。另外，它也可以用来估计乐音的音高。